# Успомена на Божу Николића
Успомена на Божу Николића је постхумно издат студијски албум Боже Николића током 2004. године за Grand Production на аудио-касети и компакт-диску. Песме су снимљене током октобра/новембара 2003. године у студију DX Music Studio. Све песме је Божа Николић сам написао.
Албум није требао да се зове овако, али услед чињенице да је Божа је погинуо неколико дана пред планиран излазак албума, одлучено је да се албум изађе под овим називом.

## Списак песама
| №  | Назив                                        | Трајање |  |
| 1. | Башта                                        | 4:00    |  |
| 2. | Докторе, докторе                             | 3:46    |  |
| 3. | Икона                                        | 5:19    |  |
| 4. | Умрећу због тебе                             | 3:49    |  |
| 5. | Циганска - Бари мука сима (Велику муку имам) | 3:14    |  |
| 6. | Лажем себе да не могу без тебе               | 4:32    |  |
| 7. | Ублажи немир мој                             | 3:22    |  |
| 8. | Све је за људе                               | 3:04    |  |